# Grabin (województwo zachodniopomorskie)
Grabin – wieś sołecka w Polsce, położona w województwie zachodniopomorskim, w powiecie goleniowskim, w gminie Nowogard.
| SIMC    | Nazwa | Rodzaj     |
| ------- | ----- | ---------- |
| 0779928 | Ogary | przysiółek |

W latach 1975–1998 miejscowość administracyjnie należała do województwa szczecińskiego.